# Castelo de Mey

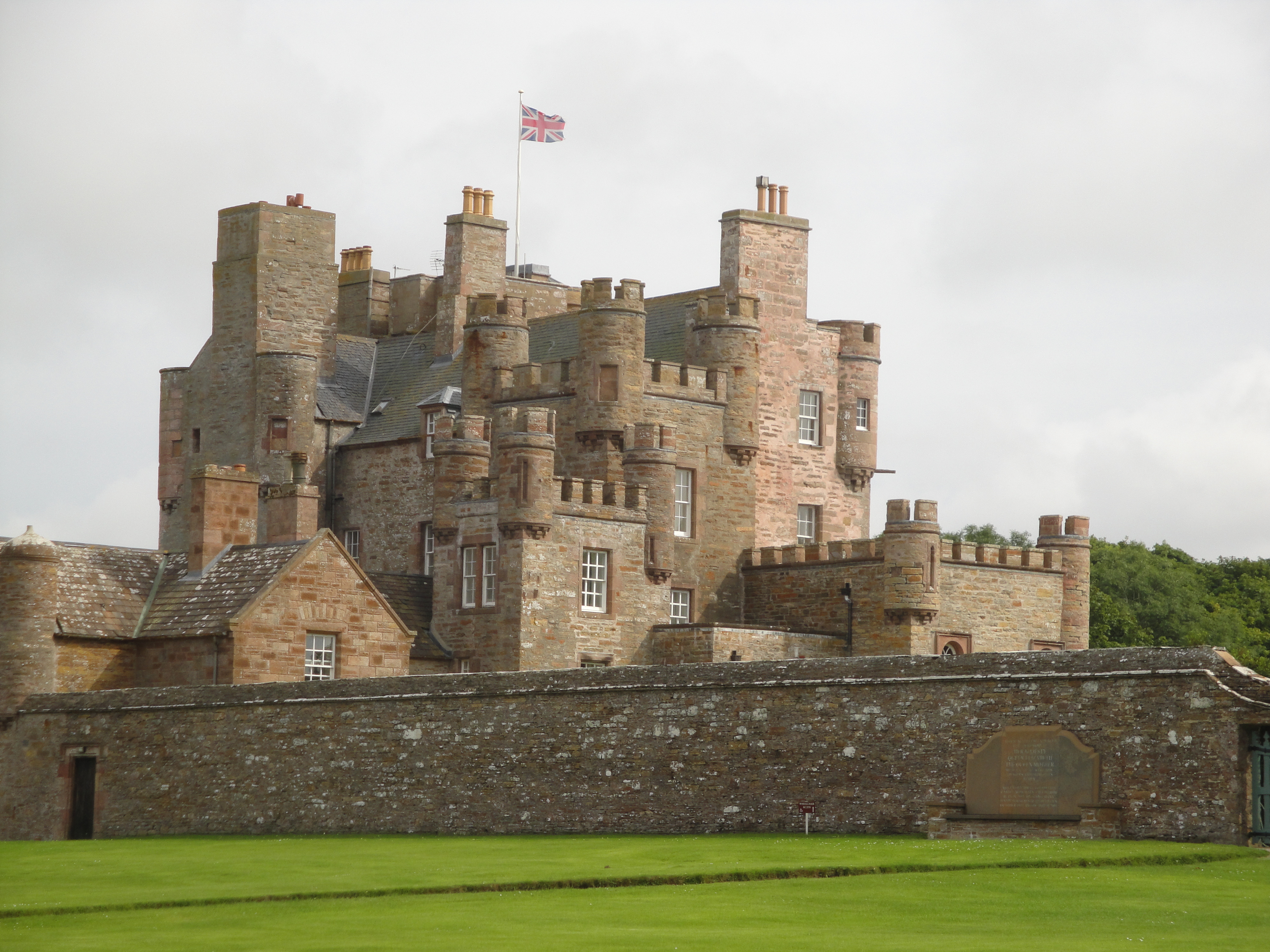
Castelo de Mey, Escócia.

O Castelo de Mey (em inglês: Castle of Mey), primitivamente Castelo de Barrogill (Barrogill Castle), é um castelo real situado em Caithness, na costa Norte da Escócia, cerca de 6 milhas a Oeste da aldeia de John O'Groats. Com boas condições atmosféricas conseguem avistar-se as Órcades a partir do castelo.

## Construção
O castelo foi erguido no século XVI sobre uma fortificação anterior, construída por George Sinclair, o 4º conde de Caithnesse. O castelo tem a reputação de ser assombrado pela Dama Verde (The Green Lady), o fantasma de Elizabeth Sinclair, a filha de George, 5º conde de Caithness. Tendo-se apaixonado por um lavrador local, a infeliz rapariga foi aprisionada no sótão do castelo pelo seu pai e, num acto de desespero, atirou-se de uma janela.

## Castelo Real
Encontrava-se num estado de semi-abandono quando, em 1952, a propriedade foi adquirida pela Rainha Elizabeth, a Rainha Mãe, então viúva do Rei Jorge VI do Reino Unido, o qual havia falecido no ano anterior. Passando à categoria de Castelo Real, a Rainha Mãe começou a restaurá-lo para uso como residência de férias. Nessa qualidade, visitou-o regularmente nos meses de Agosto e Outubro desde 1955 até à sua morte em 2002 (a última visita ocorreu em Outubro de 2001).
A Rainha Mãe cedeu a propriedade ao "Queen Elizabeth Castle of Mey Trust", o qual abriu o castelo e o jardim ao público, em bases limitadas, desde a sua morte.